# The Allman Brothers Band
Олман брадерс бенд (енгл. Allman Brothers Band, IPA: ) била је прогресивна рок група пореклом из Мејкона у Џорџији која је свирала јужњачки рок и блуз. Група је своју највећу популарност доживела седамдесетих година прошлог века када је Џорџ Кимбал, новинар часописа Ролинг стоун, године 1971. описао групу као „најбољи проклети рокенрол бенд који је ова држава изнедрила у последњих пет година." 

## Историјат групе

### Почеци
Група је настала 26. марта 1969. у Џексонвилу на Флориди а чланови су били Двејн Олман (слајд гитара и соло гитара), Грег Олман (вокал, оргуље), Дики Бетс (соло гитара, вокал), Бери Окли (бас-гитара), Буч Тракс (бубњеви) и Џеј Џохани „Џејмо“ Џохансон (бубњеви).
Браћа Олман, Двејн и Грег, били су чланови гаражног бенда који се звао "Escorts", затим Олман џојс и, на крају, "Hour Glass". Као "Hour Glass" снимили су два неуспешна албума за дискографску кућу Либерти рекордс. Кућа је раскинула уговоре са свим члановима бенда осим са Грегом, за којег су сматрали да поседује известан комерцијални потенцијал. Двејн Олман, који је у то време свирао као сешн гитариста на албуму Џонија Џенкинса "Ton-Ton Macoute" (заправо је то био први Двејнов соло албум пре него што је формиран ОББ), почиње свирати са Дикијем Бетсом, Бучом Траксом и Беријем Оклијем у Џексонвилу. Двејн доводи и бубњара Џејмоа, с којим је раније свирао и тако је формирано језгро групе. У то време, Грег се налазио у Лос Анђелесу, одрађујући уговор који су као "Hour Glass" потписали са "Liberty Records". На Двејнов позив долази у Џексонвил „да попуни групу и да пева."
"Олман брадерс бенд“ су на југу одсвирали велик број концерата пре него што су објавили свој дебитантски албум, The Allman Brothers Band. Критика је албум дочекала похвалама, али овај блуз-рок албум је међу малобројним обожаваоцима стекао само известан култ-статус. Већина композиција на албуму сврстана је у поджанр блуз-рока, али су „Снови“ "Dreams“, дугачка нумера у 12/8 ритму, постали матрица за неке од бендових најбољих свирки.
Следећи албум, Idlewild South, објављен 1970. у продукцији Тома Дауда, доживео је критичарске похвале али и комерцијални успех. Импровизаторска композиција "Revival" и сетна али енергична "Midnight Rider" показују да се група оријентисала ка краћим композицијама, погодним за извођење на радију. (Непосредно након објављивања овог албума Двејн Олман је учествовао у снимању сада већ класичног рок албума, Layla and Other Assorted Love Songs са бендом Ерика Клептона Дерек енд д доминос).
Године 1971. светлост дана угледао је живи албум, At Fillmore East, са материјалима снимљеним 12. и 13. марта те године у легендарном рок састајалишту, дворани Филмор Ист. Албум је такође постигао велики успех и данас се помиње као један од најбољих живих рок албума свих времена. На њему група на бриљантан начин представља јединствену мешавину џеза, класичне музике, хард рока и блуза, са аранжманима прожетим гитаристичким дуелима Двејна Олмана и Дикија Бетса, Оклијевим дугим, мелодичним бас деоницама (у којима је неретко Окли фигурирао као трећа соло гитара), са чврстом, пулсирајућом, али и прилагодљивом подлогом ритмичке секције, те са Греговим храпавим вокалом и бриљантном свирком на клавиру и оргуљама - чинећи тако својеврстан звучни зид који се обрушава на слушаоце.
Обрада нумере "Statesboro Blues" Блајнд Вилија Мектела одлично је одабран увод у концерт, моћна "Whipping Post" постаје пример дуге, епске свирке која никад не досади, док у почетку нежна, а касније фуриозна "In Memory of Elizabeth Reed" намеће поређења са Џоном Колтрејном и Мајлсом Дејвисом.
Овај концерт је, заправо, био и последњи концерт уопште који је одржан у дворани Филмор Ист која је неколико месеци касније, тачније у јуну, и заувек затворена. Завршни концерт је постао легендаран највише због чињенице да је бенд свирао практично целу ноћ. Негде 2005. године Грег Олман ће се присећати да су чланови групе потпуно изгубили појам о времену не схватајући да је свануло све док се врата на споредном улазу дворане нису одшкринула и јутарња светлост није продрла у мрак дворане. Група је наставила са турнејама и живим свиркама; неколико деценија објављен је посебно наручен снимак једног од последњих концерата бенда у овој постави са насловом SUNY at Stonybrook 9/19/71. Показаће се касније да је Двејн Олман, свирајући слајд гитару на нумери "Dreams" (а и осталима), достигао савршенство и у техничком и у уметничком смислу .

### Губитак и слава
Кратко време након што је „Филмор Ист“ албум достигао златан тираж Двејн Олман гине 29. октобра 1971. године у Мејкону када се, возећи мотоцикл, сударио са камионом.
Чланови групе су тешко поднели губитак вође, али су ипак врло брзо
одлучили да наставе са радом. Песме са албума су се и даље емитовале на FM-радио-станицама најчешће као 13-минутни или 23-минутни одабири, при чему велик број нових слушалаца и обожавалаца није био свестан губитка којег је група претрпела а с њом и читав свет популарне музике.
Дики Бетс успешно преузима Двејнов улогу комплетирајући Eat a Peach, последњи албум на којем је Двејн свирао. Албум је био мекшег звука ("Плаво небо“, „Мала Марта") и сетнијег угођаја ("Мелиса", "Не могу више губити време"), али све песме засењује 34-минутна сањарија "Mountain Jam" са концерата у Филмор Исту. Писац Грил Маркус описао је поједине делове албума Eat a Peach као „светковину после кише ... вечно младу, свевремену, прогресивну музику покрадену из утопије зване колективно јужњачко сећање."
Група је одсвирала неколико концерата у петочланој постави, затим је одлучено да се групи придружи клавириста Чак Левел не као замена за Двејна, већ као још један водећи инструменталиста. Група је у овом саставу први пут наступила у касновечерњем телевизијском програму На концерту америчке ТВ-куће ABC.
Врло брзо после те емисије, у још једној несрећи при вожњи мотоцикла, гине и Бери Окли и то 11. новембра, 1972. у Мејкону, само три блока даље од места где је погинуо Двејн Олман. (Нетачне су уобичајене приче да је то било на истом месту где је погинуо Двејн, исто као што није тачна и легенда да је албум Eat a Peach назван тако по типу камиона који је учествовао у судару у којем је погинуо Двејн Олман.)
Оклија је крајем 1972. заменио Ламар Вилијамс баш при завршетку снимања следећег албума групе названог Brothers and Sisters објављеног 1973. године. Албум је означио стилску прекретницу групе и снажнију оријентацију према кантри музици, делом захваљујући одласку продуцента Тома Дауда, а делом и услед растућег уплива Дикија Бетса који ускоро постаје и вођа групе. На том албуму нашли су се и највећи хитови групе, као што су "Ramblin' Man" и "Џесика"; првонаведена песма је доспела на 2. место топ-листе часописа "Билборд", док је „Џесика“ постала седмоминутни хит. Већина песама на албуму одсвирана је у опуштеном маниру и лако су „улазиле у уво“, а бенд је био већи него икад.
Некако у то време, група „Олман брадерс бенд“ постаје водећа концертна атракција у држави. Њихов вероватно најславнији наступ збио се 28. јула 1973. године на концерту Летња свирка у Воткинс Глену близу града Воткинс Глена у савезној држави Њујорк, где су наступили заједно са групама Грејтфул дед и Бенд. Концерт је одржан на локалном тркалишту, а по неким проценама, присуствовало му је око 600.000 гледалаца.
На крилима успеха групе „Олман брадерс бенд“ и многе друге групе које су у то време свирале јужњачки рок успеле су изићи из анонимности и стећи велику популарност (међу осталим и Маршал Такер бенд и Ленард Скинард).
Други врхунац њихове каријере догодио се на 31. децембра 1973. када је промотор Бил Грејам организовао радио-пренос њиховог концерта из дворане Кау палас у Сан Франциску. Познате песме у новим аранжманима запловиле су путем радио-таласа, тако да је концерт трајао три пута дуже од предвиђеног времена, с тим да су међу гледаоцима све време били чланови групе Грејтфул дед Џери Гарсија и Бил Кројцман те Боз Скагс.

### Неслога и разлаз
Трзавице међу члановима почеле су да начињу јединство групе. И Грег Олман и Дики Бетс окренули су се соло каријерама, притом се Олман оженио са Шер, убрзо и развео, затим поново оженио и коначно развео, а цела та фарса била је попраћено великом медијском пажњом; коришћење дрога полако је узимало свој данак. У музичком смислу, Бетс и Левел су се почели све више удаљавати док је Олман настојао да помири крајности. Као последица нарастајућих конфликата настао је стилски и уметнички неуједначени албум Win, Lose or Draw објављен 1975. године када неки чланови групе уопште нису учествовали у снимању, док су други отаљавали посао „са дистанце“. На албуму се налази неколико изнадпросечних песама као што је „крени-стани“ снимак композиције "Can't Lose What You Never Had" Мадија Вотерса, Бетсов инструментал "High Falls", те насловна песма Грега Олмана са видљивим утицајем Џексона Брауна. Група се некако држала на окупу до 1976. године када је Грег Олман ухапшен због поседовања дроге. Одмах након хапшење нагодио се са федералним агентима да ће сведочити против пријатеља и запосленика у бенду. Левел, Џохансон и Вилијамс оформили су групу Си левел, док се Бетс окренуо соло пројектима. Занимљиво је да су се сва четворица заклела да више никад неће свирати са Грегом Олманом.
У међувремену, "Capricorn Records" објављује компилацију The Road Goes On Forever те млако примљени живи албум Wipe the Windows, Check the Oil, Dollar Gas; оба албума су доживела неуспех на благајнама.
Група се понова окупила 1978. да би снимила Enlightened Rogues (1979). На снимању су учествовали нови чланови Дан Толер (гитара) и Дејвид „Рук“ Голдфлајс (бас) као замене за Левела и Вилијамса који су глатко одбили позив да се придруже бенду правдајући се заузетошћу пројектом Sea Level. Композиција "Crazy Love" била је слабашни хит-сингл, док се инструментал "Pegasus" извесно време емитовао на радио-станицама, али, све у свему, Олман брадерс бенд нису били популарни као некада, док су финансијске потешкоће оптерећивале и бенд и кућу Capricorn Records која банкротира 1979. Capricornove уговоре преузима PolyGram, а ОББ потписују за Arista Records. Ту реализују неколико албума које је критика покопала, отпуштају Џејмоа и коначно се разилазе 1982. године.

### Препород
Група се поново окупља 1989. године и код америчке публике брзо достиже некадашњу популарност додатно повећану албумима са архивским материјалом које је издао „Полиграм“ те редовним наступима на отвореним летњим концертима у амфитеатрима. Групи су приступили Ворен Хејнс (гитара, вокал), Џони Нил (удараљке и хармоника) и Ален Вуди (бас-гитара), али није било ни Левела ни Вилијамса; Левел је био заузет турнејом са Ролингстонсима, а Ламар Вилијамс је умро од рака 1983. године. По потписивању уговора са Epic Records-ом, група објављује албум Seven Turns (1990) који наилази на одличне критике. Затим следи Нилов одлазак те два осредње продавана албума (Shades Of Two Worlds (1991) и Where It All Begins (1994. који 1998. достиже и златни тираж), које је, међутим, критика добро прихватила. На оба албума свирао је нови перкусиониста Марк Кијонис. Ворен Хејнс и Ален Вуди оформили су 1994. „паралелну“ групу Гавт мјул. Године 1995. група „Олман брадерс бенд“ примљена је у Рокенрол кућу славних а 1996. добијају награду Грами за најбољу изведбу рок инструментала и то за композицију „Џесика“. Након Хејнсове и Вудијеве одлуке да се потпуно посвете раду у групи „Гавт мјул“ Хејнса 1997. године замењује гитариста Џек Пирсон, док на место басисте Вудија долази Отил Бербриџ. Године 1999. Пирсона замењује Дерек Тракс, нећак Буча Тракса, члана прве поставе бенда.
Године 2000, на почетку летње турнеје, Дики Бетс под притиском напушта групу због приватних и професионалних разлога, а замењује га Џими Херинг. Затим Бетс покреће парницу против остале тројице оригиналних чланова бенда тако да су међусобна оптуживања трајале цело лето. Те исте године група објављује живи ЦД Peakin' At The Beacon на којем су аудио-записи са сада већ традиционалних мартовских вишеноћних свирки у дворани Бикон у Њујорку. Бивши басиста групе Ален Вуди пронађен је мртав 26. августа исте године.
Године 2000. Ворен Хејнс почиње да повремено сарађује са групом, а 2001. постаје опет стални члан, али паралелно са ангажманом у групи „Гавт мјул“. (Некако у то време Хејнс је нашао времена да крене и на турнеје са групом Фил Леш енд френдс а у лето 2004. и са групом Грејтфул дед). Албум Hittin' the Note продуцирао је сам Хејнс а критика и публика су га одлично прихватили, баш као и концертни ДВД филм Live At the Beacon Theatre објављен 2003. Исте године ДВД достиже златни тираж. Концертни ЦД One Way Out из 2004. такође садржи записе са концерата у дворани Бикон.
Олман брадерс бенд су две године узастопно (2003. и 2004) били номиновани за награду „Греми“ у категорији „најбољих изведби рок инструментала“ и то за композицију "Instrumental Illness" са албума Hittin' The Note и One Way Out. Године 2003. музички магазин „Ролинг Стоун“ уврстио је Двејна Олмана, Ворена Хејнса, Дикија Бетса и Дерека Тракса у свој списак "100 највећих гитариста свих времена“  Архивирано на веб-сајту  (16. фебруар 2008), при чему је Двејн Олман заузео друго место а Тракс је био најмлађи гитариста са списка.
Постава са Хејнсом и Траксом успела је одржати популарност и код млађе публике путем заједничких концерата са популарним џем бендовима као што су, на пример, Моу и Стринг чиз инсидент. Године 2003. те 2005. главна атракција Бонару музичког фестивала била је управо група Олман брадерс бенд. Године 2005. група добија термин за дводневни наступ на Вони мјузик фестивалу у флоридском градићу Лајв Оук. У том термину су наступале групе из њихове „породице“ (Гавт мјул и "Дерек Тракс бенд") уз младе наде као што су Норт Мисисипи олстарс, Роберт Рандолф енд д Фамили бенд, Медески, Мартин и Вуд и многи други.
"Џесика“, песма групе Олман брадерс бенд већ дуго година се користи као насловна песма у BBC-јевој ТВ-серији Top Gear. Актуелна тема серије је заправо електронска верзија песме. „Џесика“ је такође коришћена и у серији реклама за ланац супермаркета Пабликс 2004. године, и то најчешће у сценама идиличних породичних пикника.
Песма „Мелиса“ се 2005. чује у филму Планина Броукбек а нешто касније и у телевизијским рекламама за Сингјулар.
Песма "Blue Sky" коришћена је 2006. године у промотивној кампањи за KnowMenopause.com .

## Цитати
- Прича о групи Олман брадерс бенд је прича о тријумфу, трагедији, искупљењу, распаду и новом искупљењу. У преко 30 година постојања, група је прошла трновит пут од једне од најутицајнијих рок група до скупине остарелих музичара који живе од старе славе, да би у 21. век ступили као једна од најцењенијих рок појава новог доба.

Брус Едер, All Music Guide.
- Олман брадерс бенд су били и остали најузбудљивија рок-група која је икад наступала на позорници. Временом, они су се преобразили у друмске ратнике-осветнике који за собом, уместо лешева, остављају бројно верно следбеништво ...

Вили Нелсон
- Једноминутни оргазам.

Анонимни обожавалац коментаришући завршетак композиције "Mountain Jam" са албума "At Fillmore East".

## Награде и признања
- Грами за најбољу изведбу рок инструментала, 1996, „Џесика“
- Примљени у Рокенрол кућу славних, 1995.

## Дискографија
- The Allman Brothers Band (1969)
- Idlewild South (1970)
- At Fillmore East (концертни, 1971)
- Eat a Peach (деломично концертни, 1972)
- Beginnings (1973), реиздање прва два албума
- Brothers and Sisters (1973)
- Win, Lose or Draw (1975)
- The Road Goes On Forever (компилација, 1975)
- Wipe the Windows, Check the Oil, Dollar Gas (концертни, 1976)
- Enlightened Rogues (1979)
- Reach for the Sky (1980)
- Brothers of the Road (1981)
- Dreams (бокс сет, 1989)
- Seven Turns (1990)
- A Decade of Hits 1969-1979 (компилација, 1991)
- Shades of Two Worlds (1991)
- Live at Ludlow Garage: 1970 (1991)
- An Evening With the Allman Brothers Band: First Set (концертни, 1992)
- Where It All Begins (1994)
- Legendary Hits (компилација, 1995)
- An Evening With the Allman Brothers Band: Second Set (компилација, 1995)
- Fillmore East, February 1970 (концертни, 1996)
- Mycology: An Anthology (компилација, 1998)
- 20th Century Masters - The Millennium Collection: The Best of the Allman Brothers Band (компилација, 2000)
- Peakin' at the Beacon (концертни, 2000)
- American University 12/13/70 (концертни, 2002)
- Hittin' the Note (2003)
- Martin Scorsese Presents the Blues: The Allman Brothers (компилација, 2003)
- Live at the Atlanta International Pop Festival: July 3 & 5, 1970 (концертни, 2003)
- American University W.D.C. (концертни, 2003)
- S.U.N.Y. at Stonybrook: Stonybrook, NY 9/19/71 (концертни, 2003)
- One Way Out (концертни, 2004)
- Stand Back: The Anthology (компилација, 2004)
- The Essential Allman Brothers Band: The Epic Years (компилација, 2004)
- Macon City Auditorium: 2/11/72 (компилација, 2004)
- Gold (компилацијско реиздање проширеног албума The Road Goes On Forever, 2005)
- Nassau Coliseum, Uniondale, NY: 5/1/73 (компилација, 2005)

## Чланови
- Двејн Олман (1969—1971) - гитара
- Грег Олман (1969—1975, 1979-1982, 1989-до данас) - вокал, удараљке, гитара
- Форест Ричард „Дики“ Бетс (1969—1975, 1979-1982, 1989-2000) - гитара, вокал
- Бери Окли (1969—1972) - бас, вокал
- Клод Хадсон „Буч“ Тракс (1969—1975, 1979-1982, 1989-до данас) - бубњеви
- Џеј Џохани „Џејмо“ Џохансон (1969—1975, 1979-1980; 1989-до данас) - бубњеви
- Чак Левел (1972—1976) - клавир, клавијатуре
- Ламар Вилијамс (1972—1976) - бас
- Дан Толер (1979—1982) - гитара
- Дејвид „Рук“ Голдфлајс (1979—1982) - бас
- Дејвид Толер (1980—1982) - бубњеви
- Мајк Лолер (1980—1982) - удараљке
- Ворен Хејнс (1989—1997; 2000-до данас) - гитара, вокал
- Ален Вуди (1989—1997) - бас
- Џони Нил (1989—1990) - удараљке, хармоника
- Марк Кијонис (1991-до данас) - перкусије, пратећи вокали
- Отил Бербриџ (1997-до данас) - бас, вокал
- Џек Пирсон (1997—1999) - гитара, вокал
- Дерек Тракс (1999-до данас) - гитара

## Семплови
- Даунлоуд семпла "Ramblin' Man" са албума Brothers and Sisters